# Santiago Segura
Santiago Segura Silva (Madrid, 17 de julio de 1965) es un actor y cineasta español, popular por su saga de Torrente y Padre no hay más que uno como Javier García. Ha trabajado también, aunque en menor medida, como presentador de televisión, actor de doblaje y guionista de historietas.

## Biografía
Desde los doce años comenzó rodando películas con una cámara super-8, y, tras una recomendación de Fernando Trueba, comenzó a realizarlos en 35 mm, financiándolos con los premios que había cosechado participando en concursos de televisión.
La fama le llegaría con la película El día de la bestia (dirigida por Álex de la Iglesia) por cuya interpretación ganó el Premio Goya al mejor actor revelación 1995.
Su primer largometraje como director fue Torrente, el brazo tonto de la ley, para el cual además compuso la canción Apatrullando la ciudad. Luego seguirían numerosas secuelas que la convertirían en la saga más taquillera del cine español.
A pesar de los beneficios que dio a Segura esta serie de películas (se calcula que 41 millones entre las tres primeras), el cineasta atravesó durante el año 2010 una fase de problemas económicos debido al escaso éxito de los proyectos que acometió, lo que le obligó a producir la cuarta parte de la saga y sanear su negocio como productor.

### Infancia e inicios profesionales
Nacido en el barrio madrileño de Carabanchel Bajo. Su padre trabajaba en una fábrica de tuercas y tornillos.
A los 12 años, siendo víctima de bullying, comenzó a tener poder adquisitivo y se compró una cámara super-8 de la marca Bolex por 900 pesetas en El Rastro de Madrid. 
Con ella comenzó a dirigir cortometrajes de tres minutos, que era la máxima duración que permitían los cartuchos de película super-8, de quince metros, que él utilizaba. 
También consiguió bastante material a mitad de precio (rollos de película caducada, aunque aún utilizable) en la óptica de su barrio.
Estudió Bachillerato en el Instituto San Isidro de Madrid. Hizo el COU, su último año de instituto, en Estados Unidos, en donde mejoró notablemente el idioma inglés. En 1984 editó, junto a José Antonio Calvo, dos números de su propio fanzine, Dogdai.
Estudió la carrera de Bellas Artes en la Universidad Complutense de Madrid debido a su gran afición y talento en el dibujo. Tras acabar la carrera, escribió relatos pornográficos para publicaciones como Lib internacional o Supertetas.
También trabajó como actor de doblaje en películas con la misma temática, colaboró con compañías de teatro independiente, fue camarero y vendedor de libros a domicilio.
Su último cortometraje en super-8, Relatos de la medianoche (1989) le costó 6.000 pesetas y consiguió un accésit de 100.000 pesetas en el certamen Cinema Jove de València. 
Los miembros de la organización le explicaron que uno de los miembros del jurado había intentado que se alzase con el premio; él preguntó quién y le respondieron que había sido Fernando Trueba.
Bajo el seudónimo de Bea y asociado con José Antonio Calvo, que dibujaba sus guiones y firmaba como Mónica, publicó varias series pornográficas en las revistas "El Víbora" a partir de 1990 (Pequeñas Viciosas, Viciousland, Manual de las pequeñas viciosas, Más pequeñas y más viciosas) y la de cabecera en "El Barragán" (1993).
Los trabajos tendrían bastante éxito entre los lectores habituales de la revista y lo convertirían en uno de los más populares del género.
Para conocer desde cerca cómo eran los rodajes, comenzó a trabajar como figurante en diversas películas. Participó como extra por primera vez en la película de terror Al filo del hacha (1988) dirigida por José Ramón Larraz en la cual interpretó el papel de un camillero. 
En otra de esas películas la productora era Cristina Huete, esposa de Fernando Trueba, quien fue un día a visitarla. Cuando Segura le vio se acercó a hablar con Trueba y le agradeció que intercediera por él en el certamen de Valencia. Trueba le dijo que se rió mucho con el corto y que se lo enseñaba a todo aquel que iba a su casa. También le aconsejó que se lanzara a realizar cortos en 35mm. Segura le hizo caso y realizó tres cortometrajes. 
Para financiar el primero le ayudaron cinco amigos y participó en gran cantidad de concursos de televisión, como No te rías que es peor, Locos por la tele, El huevo de Colón o Vivan los novios.
En este último programa obtuvo 70 000 pesetas de premio. El primero de ellos fue Evilio, la historia de un psicópata similar a Freddy Krueger; el segundo, Perturbado, la historia de un asocial que asesina mujeres guapas y decide encerrarse en casa para no hacerlo; y el tercero y último, El Purificador (Evilio vuelve), secuela de la primera. Los tres cortos obtuvieron premios y uno de ellos se alzó con el Premio Goya, además de ser emitidos por televisión en Canal+ y La 2.
Mientras concursaba en festivales de cine, conoció a gran cantidad de cineastas, como Óscar Aibar, Javier Fesser, Miguel Bardem, Álvaro Fernández Armero, Icíar Bollaín, Chus Gutiérrez, Pablo Berger, Álex de la Iglesia, Miguel Ángel Lamata, o David Trueba.
La colaboración más fructífera fue con Álex de la Iglesia. Tras conocerse en un festival de cortometrajes en Valencia (en el que De la Iglesia presentó Mirindas asesinas, que ganó el certamen, y Segura Pequeñas viciosas), Álex lo fichó para su primer largometraje: Acción mutante (1993).
También con él rodaría imágenes para el videojuego Marbella vice
En 1994, recopiló muchos de sus cortos en un VHS del que él mismo distribuyó 666 copias firmadas. 
Lo tituló JIStory, en homenaje al recopilatorio de Michael Jackson "HIStory", en donde se incluían sus trabajos como director, como Relatos de medianoche, Evilio, Pertubado y El purificador (Evilio vuelve), en donde también incluyó varios extras como el Making off o el Guion gráfico.

### Reconocimiento y éxito
Mientras escribía los guiones de dos programas de televisión, supo que De la Iglesia estaba preparando el guion de su segundo largometraje, El día de la Bestia. Segura quiso participar en el proyecto y pidió un papel, que Álex no le dio. Pero poco antes de empezar el rodaje, Alex le llamó y le ofreció el papel de José Mari —dependiente de una tienda de música death metal, obsesionado con el satanismo y miembro de una familia de clase obrera—, papel por el que obtuvo el Goya al Mejor Actor Revelación en 1996. Para interpretar al personaje hizo una exageración de su propia forma de hablar y actuar, ya que lo comparaba con él al ser un chico de barrio. Ese mismo año trabajaría a las órdenes de Fernando Trueba en Two Much en la que habló en inglés, y más tarde, se dobló a él mismo en español.

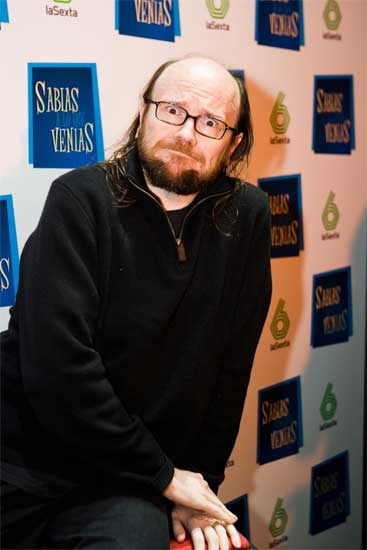
Segura durante la presentación del segundo programa televisivo Sabías a lo que venías

A partir de este momento fue cobrando poco a poco más protagonismo tanto en cine como en televisión. Trabajó como colaborador de programas nocturnos, llegando a recibir ofertas para realizar esa misma función en Esta noche cruzamos el Mississippi, en donde ya había escrito algunos guiones, hasta que le ofrecen presentar un concurso televisivo llamado Dobles parejas, que fue cancelado porque no gustó a un directivo de la cadena. Ese mismo año doblaría a Irvine Welsh en la película Trainspotting.
La fama absoluta le llega con su primer largometraje como director, Torrente, el brazo tonto de la ley, película con la que alcanzó bastantes objetivos: trabajar con Tony Leblanc, hacer la película española más taquillera hasta entonces (gracias en parte a la intensa campaña de marketing personal realizada por el director) o conseguir el Goya al mejor director novel de 1999. Alcanzado este punto, su fama era ya innegable: Segura había creado un símbolo, Torrente, que tiene incluso su propia figura en un museo de cera. A pesar de no tener un gran estreno el 13 de marzo de 1998, el apoyo que tuvo del público hizo que se mantuviera en el mes de julio del mismo año en una buena cantidad de cines.
Para poder interpretar al personaje, el actor engordó veinte kilos, esfuerzo que compara con el realizado por Robert De Niro para interpretar a Jake La Motta en Toro salvaje. Este personaje está plagado de influencias y referencias, desde el inspector Clouseau y sus películas como protagonista, hasta personajes reales como el teniente coronel Antonio Tejero. En esta película fija las características del personaje, de comportamiento poco ejemplar. En una de sus rondas nocturnas, Torrente descubre a unos narcotraficantes que utilizan como punto de venta de drogas un restaurante chino, y junto a Rafi y otros conocidos del barrio intenta acabar con la banda. Segura también realizó el guion del cómic basado en la propia película para la revista El Víbora, con dibujos de José Antonio Calvo. Tras recibir el Goya, Segura se dirigió a Fesser, también nominado, para entregarle 100.000 pesetas, resultado de una apuesta.
Tras darle un papel en Perdita Durango, Álex de la Iglesia volvió a ofrecerle un papel como coprotagonista con el Gran Wyoming en Muertos de risa. En esta película encarnaba a un cómico que termina a tiros con su pareja humorística. El rodaje de esta película distanció a De la Iglesia y Segura, que habían llegado a ser muy buenos amigos. El actor no volvería a trabajar con De la Iglesia hasta Balada triste de trompeta, estrenada en 2010, una vez que resolvieron los problemas que habían tenido. También participa en ese año en la serie de televisión Petra Delicado basada en las aventuras del personaje homónimo creado por Alicia Giménez Bartlett, en donde interpreta a Fermín Garzón, ayudante de la protagonista que interpreta Ana Belén, Segura explicó que a pesar de no ser el más indicado para el papel lo aceptó porque era todo lo contrario que Torrente, bueno y sencillo, al igual que doblaría a Alan Ford en la película Lock and Stock.
En vista del éxito obtenido con Torrente, el brazo tonto de la ley, Segura decidió filmar una secuela, Torrente 2, misión en Marbella (2001). El guion lo escribió en una habitación de hotel, donde estaba junto a Guillermo del Toro mientras este hacía lo propio con El espinazo del diablo. En este segundo largometraje también trabaja como productor, con el doble de presupuesto del que dispuso en el primero. En esta ocasión también contó con un reparto de lujo. Por esta película no obtuvo ningún galardón, pero consiguió llevar al cine a más de 5 000 000 de espectadores y recaudó en taquilla 3 700 millones de pesetas. Ese mismo año lanza un videojuego basado en las dos primeras películas de la saga, con el nombre Torrente: El juego, donde dio voz a su personaje. El juego se convirtió en un éxito, con 240.000 unidades vendidas en Europa, y también se llegó a vender hasta en Estados Unidos. Para esta segunda parte, al igual que con la primera película, engordó 20 kg. En el programa Crónicas marcianas apostó que conseguiría volver a su peso normal en el mismo tiempo que había tardado en engordar, algo que consiguió.
Después de Torrente 2, Segura trabaja en la película en La chica de Río, a cuyo director, Christopher Monguer, conoció en Festival Internacional de Cine de Río de Janeiro, donde se proyectó la primera parte de Torrente, y para el que escribió el papel pensado en el propio Segura, en la película participa Hugh Laurie y a quien más tarde le propondría participar en la cuarta parte de Torrente, sin llegar a conseguirlo, y Asesino en serio a petición de Del Toro en donde también realiza la función de productor junto con el mexicano. En 2003 protagoniza El oro de Moscú de su amigo Jesús Bonilla, con quien había trabajado en La niña de tus ojos, volviendo a ser productor. Vuelve a ejercer esta función en la película Una de zombis de Miguel Ángel Lamata a quien le había prometido en el Festival de Cine de Sitges de 1994 que produciría una película, además de realizar tres papeles secundarios en la misma. Participa también como actor secundario en la película inglesa Beyond Re-Animator de Brian Yuzna, segunda secuela de Re-Animator basada en la obra Herbert West: Reanimador de H.P. Lovecraft. En 2004 protagoniza Isi Disi de Chema de la Peña en donde realiza, por primera vez en su carrera, un papel como galán, y como actor secundario en Di que sí. Participa en El asombroso mundo de Borjamari y Pocholo y produce la película Promedio rojo en donde también actúa. En 2006 protagoniza La máquina de bailar de Óscar Aibar, sobre una competición del Dance Dance Revolution, para el que tuvo que realizar dos meses de coreografía, junto con la actriz Josele Román. También consiguió pequeños papeles en películas como Blade II (2002), Hellboy (2004) y Pacific Rim (2013), las 3 películas dirigidas por su también amigo Guillermo del Toro y Astérix en los Juegos Olímpicos. Al igual que doblaría a John Goodman en las películas Monstruos S.A. y El nuevo coche de Mike y a Nathan Lane en Los productores, al igual que a sí mismo en las películas donde había hablado en inglés.
El 30 de septiembre de 2005 se estrenó en toda España la tercera parte de la famosa saga de Torrente: Torrente 3, el protector. Volvió a redactar el guion en una habitación de hotel con Del Toro, quien mientras tanto redactaba el de El laberinto del fauno además de producir la película íntegramente. Las escenas más complicadas del rodaje decidió realizarlas en Argentina por motivos económicos. En su primera semana de exhibición fue vista por 1 380 000 espectadores y recaudó 7 200 000 € si bien, a diferencia de las otras dos entregas, el público se mostró crítico con la película, que pudo ser uno de los motivos de un mayor descenso en la segunda semana respecto de la anterior y una menor recaudación a final de año. La película estuvo cargada de polémica, ya que en una de las escenas el policía arrancaba del cuello la Cruz de Caravaca a su abuela y luego la pisoteaba, lo que provocó que le demandara la Real e Ilustre Cofradía de la Santísima y Vera Cruz de Caravaca. Al poco, Segura pidió disculpas en público alegando que era una forma de mostrar su falta de moralidad. Al igual que con la primera entrega, hizo un cómic ese mismo año, en este caso de dos números con el mismo dibujante, además de otro videojuego en donde volvió a poner la voz al personaje.
El 31 de marzo de 2006 comenzó el rodaje de Manolete, sobre los últimos años de vida del torero homónimo, en donde interpreta a Guillermo, chófer y mozo de espadas del torero, si bien la película no se estrenaría hasta abril de 2010 en Francia y con escaso éxito, y en Estados Unidos en vídeo bajo demanda en marzo del año siguiente. Durante ese verano protagoniza junto a José Mota la adaptación teatral de Los productores. Y desde el 10 de abril de 2006 hasta parte de 2007 compaginó sus trabajos en el cine con el de presentador de televisión en el programa Sabías a lo que venías, de La Sexta. A pesar de hacer 26 programas y emitir dos temporadas (2006 y 2007), el programa, sobre el que había altas expectativas y que se llevó a cabo en el Teatro Häagen-Dazs Calderón, no fue renovado para una tercera temporada. En octubre del mismo año y hasta finales de 2009 se representa la obra teatral Una pareja de miedo adaptación de The Mystery of Irma Vep, protagonizada por Josema Yuste y Florentino Fernández (sustituido más tarde por Félix Álvarez), en donde Segura se encargó de adaptar el guion. La obra se convertiría en un éxito en ventas a lo largo de más de dos años, y sería alabada por la crítica, gozando de una adaptación cinematográfica de menor nivel en la que Segura no trabajó. También doblaría a Seth MacFarlane en Hellboy 2: el ejército dorado, en donde participa también como público en una subasta, a Will Ferrell en Hermanos por pelotas, a John Cusack en Igor y a Jack Black en Brutal legend.
A comienzos de 2009 anuncia que está realizando el guion para la cuarta película de Torrente, sin el apoyo de Del Toro, y a finales de ese año, llega a un acuerdo con Ludicus para lanzar un videojuego basado en las tres primeras películas con el nombre Torrente: La máquina. En noviembre de 2009 anuncia su participación en la película El gran Vázquez, quedando sobrecogido cuando lo eligieron para el papel protagonista al ser fan del dibujante desde pequeño, para interpretarlo contó con la ayuda de Manolito Vázquez, hijo del dibujante, que fue el ayudante de dirección de la película.
Sin embargo, a lo largo del año 2010 tiene problemas económicos, lo que le lleva el 20 de julio de 2010 a iniciar el rodaje de la cuarta entrega de Torrente, en vez de en septiembre como se había anunciado, realizada en 3D y donde nos muestra a su personaje como «un hombre destruido, que se siente fuera de lugar en la España contemporánea». Su estreno se produjo el 11 de marzo de 2011 y recaudó 8.300.000 euros en su primer fin de semana con 1.100.000 espectadores, sin embargo, en su segunda semana, a pesar de quedar también en la primera posición, tuvo la mayor caída, 54 %, de las películas de la serie en diferencia con lo obtenido en la anterior semana, a pesar de ello, fue bien recibida por parte del público, a diferencia de la tercera parte. Si bien estuvo cargada de polémica al debe al dueño de un puticlub, D' Angelo Palace, ya que dijo que iba a hacerle publicidad dentro de la película, y al no hacerlo este exigió 6000 euros. A finales de 2011 estrena la película Jack and Jill en donde interpreta a uno de los pretendientes de Jill, interpretado por Adam Sandler. Su última película ha sido La chispa de la vida de Álex de la Iglesia, en donde interpreta a un creativo execrable, que protagonizan Salma Hayek y José Mota. En julio de 2011 es contratado por Antena 3 para trabajar como colaborador en el programa El hormiguero de Pablo Motos emitido en Antena 3, en donde realiza la sección Lecciones de cine con Santiago Segura, y que comenzó en septiembre de 2011. Entre septiembre y noviembre del mismo año participó en el concurso Tu cara me suena de la misma cadena. Tras presentar, en 2012, la Gala de los Premios Goya, condujo en Televisión española el 18 de mayo de ese año el especial ¡Arriba ese ánimo!, en homenaje al humorista Miguel Gila.
En el año 2011 participó en la primera edición de Tu cara me suena el concurso de imitación de Antena 3. En la primera edición de este show interpretó 19 días y 500 noches de Joaquín Sabina, I just called to say I love you de Stevie Wonder, Escándalo de Raphael, I've got you under my skin de Frank Sinatra, Mamá quiero ser artista y La chica yeyé de Concha Velasco, Me va y Bamboleo de Julio Iglesias, El gato que está triste y azul y Un millón de amigos de Roberto Carlos, Karma Chameleon de Boy George, Si bastasen un par de canciones y Fantástico amor de Eros Ramazzotti y El Porompompero, Mi carro y Que viva España de Manolo Escobar, quedando en una segunda posición.
La cadena concedió a Santiago Segura la posibilidad de volver en la segunda edición de Tu cara me suena. En la segunda edición como repetidor interpretó un popurrí de Javier Gurruchaga, Nat King Cole, Víctor Manuel, Elvis Presley, El Fary, Juan Luis Guerra, Azúcar Moreno (junto a Julio José Iglesias, su compañero en la primera edición), el rapero coreano PSY, Rodolfo Chiquilicuatre, Carlinhos Brown, Raffaella Carrà, Fofito, Prince, Bobby Farrell de Bonney M, Jerry Lee Lewis y John Travolta (Grease). En esta edición, Santiago Segura quedó en quinta posición.
En el verano de 2014 presentó el programa de TVE Viaje al centro de la tele y desde febrero de 2015 el Late Night Alaska y Segura junto a Olvido Gara en La 1.

## Vida privada
Segura afirma: «No tengo ningún interés en que me conozcan de verdad», si bien se sabe que tiene una relación sentimental con María Amaro, maquilladora de televisión, con la que tiene dos hijas: una llamada Calma, nacida el 18 de febrero de 2008, y otra llamada Sirena, nacida el 26 de diciembre de 2013, residiendo los cuatro en un piso céntrico de Madrid. Ambas han formado parte del reparto en algunas de sus películas. También se sabe que le gusta ir con sus amigos al cine y coleccionar originales de historietas. Forman parte de su tebeoteca originales de Gahan Wilson, Al Hirschfeld, Frank Frazetta, Robert Crumb y Manuel Vázquez, entre otros, siendo una de las mejores colecciones españolas de historietas.
Además de los cómics, Santiago Segura también es un apasionado del coleccionismo de cine en formato físico. En una entrevista publicada por la web especializada Cinemix en 2024, muestra parte de su videoteca personal y reflexiona sobre el valor de conservar películas en soporte doméstico.
A nivel ideológico, fue una de las numerosas personalidades que se manifestaron en contra de la Guerra de Irak durante el transcurso de la XVII edición de los Premios Goya. Sobre ello dijo que era «una cuestión de vida o muerte, al igual diría a los etarras, no creo que solucionen mucho matando a un filósofo, a uno que pasaba por allí o a una niña. En la guerra vale todo y eso me parece una mierda lamentable». También se mostró crítico por la entrada en la Guerra de Libia, siendo el primero de los pertenecientes al cine español que se pronunció sobre el tema diciendo: «¡no a la guerra! (¿o ahora no toca?)», en alusión a que la participación de España en una guerra se daba bajo la orden de un gobierno socialista, ideología socialista que tanto criticó la acción bélica del gobierno del PP años atrás. También participó en las Protestas en España de mayo de 2011 afirmando: «Solo quiero gestores hábiles y honrados para mi país».

## Estilo
Como director de cine, que lo haya sido en las películas de la saga Torrente, explica que es su forma de mostrarse cínico con la sociedad española. Óscar Aibar explicó que en su tarea como actor lo califica como «terriblemente disciplinado y técnicamente perfecto», mientras que el estilo de su humor como director lo califica de «cruel y seco», mientras que David Trueba como «hiriente, que puede ser como cuchillas de afeitar». Xavier Deltell afirma sobre él que es bastante minucioso a la hora de rodar. El propio Segura afirma que los directores que le han servido para desarrollarse como cineasta han sido Luis García Berlanga, al que denomina su padre y con en el que trabajó en Todos a la cárcel, París-Tombuctú y El sueño de la maestra; Fernando Trueba, al que denomina su tío con quien trabajó en Two Much y La niña de tus ojos; y Álex de la Iglesia, al que denomina su hermano mayor con quien trabajó en Acción mutante, El día de la bestia, Perdita Durango, Muertos de risa, Balada triste de trompeta, La chispa de la vida y en la última película del director  Las brujas de Zugarramurdi.

## Valoración e influencia
Su personaje Torrente ha tenido varios intentos de ser adaptado a otros países, como Estados Unidos o Francia, además de que existen dos calles en España que llevan su nombre. A pesar de ello la crítica lo valora negativamente y dice de él que sus papeles son de índole comercial, Segura respondió a esto: «cuando me dicen este tío es muy comercial, no me ofendo, al contrario, le digo: hombre, muchas gracias». Si bien matizó que todos los profesionales del sector quieren serlo.

## Filmografía

### Como director
| Año  | Título                                              |
| ---- | --------------------------------------------------- |
| 1998 | Torrente: el brazo tonto de la ley                  |
| 2001 | Torrente 2: Misión en Marbella                      |
| 2005 | Torrente 3: El protector                            |
| 2011 | Torrente 4: Lethal Crisis                           |
| 2014 | Torrente 5: Operación Eurovegas                     |
| 2018 | Sin rodeos                                          |
| 2019 | Padre no hay más que uno                            |
| 2020 | Padre no hay más que uno 2: La llegada de la suegra |
| 2021 | A todo tren. Destino Asturias                       |
| 2022 | Padre no hay más que uno 3                          |
| 2023 | Vacaciones de verano                                |
| 2024 | Padre no hay más que uno 4: Campanas de boda        |
| 2025 | Padre no hay más que uno 5: Nido repleto            |
| 2026 | Torrente Presidente                                 |

### Como actor de doblaje
- 1996 - Trainspotting - Mikey Forrester (Irvine Welsh)
- 1998 - Lock and stock - Alan (Alan Ford)
- 2002 - Monstruos S.A. - James P. Sullivan "Sulley" (John Goodman)
- 2005 - Los productores - Max Bialystock (Nathan Lane)
- 2008 - Hermanos por pelotas - Brennan Huff (Will Ferrell)
- 2008 - Hellboy 2: el ejército dorado - Johann Krauss (Seth MacFarlane)
- 2009 - Igor - Igor (John Cusack)
- 2012 - Hotel Transylvania - Drácula (Adam Sandler)
- 2013 - Monstruos University - James P. Sullivan "Sulley" (John Goodman)
- 2013 - Lluvia de albóndigas 2 - Chester V (Will Forte)
- 2015 - Hotel Transylvania 2 - Drácula (Adam Sandler)
- 2015 - Poseso - Cura
- 2016 - Angry Birds: La película - Red (Jason Sudeikis)
- 2018 - Hotel Transylvania 3 - Drácula (Adam Sandler)
- 2018 - Pesadillas 2: Noche de Halloween - Slappy (Mick Wingert)
- 2019 - Angry Birds 2: la película - Red (Jason Sudeikis)
- 2019 - Holmes & Watson - Sherlock Holmes (Will Ferrell)
- 2021-¿? - Monstruos a la obra (Serie Disney+) - James P. Sullivan "Sulley" (John Goodman)
- 2021 - Hotel Transylvania: Transformanía - Drácula (Brian Hull)
- 2024 - Garfield: La Película - Garfield (Chris Pratt)

### Como actor
- 1989 - Relatos de la medianoche Cortometraje
- 1991 - Tacones lejanos Extra
- 1992 - Acción mutante
- 1992 - Evilio Cortometraje
- 1993 - Perturbado Cortometraje
- 1993 - Todos a la cárcel
- 1994 - Todo es mentira
- 1994 - Evilio vuelve. El Purificador Cortometraje
- 1995 - Cuernos de mujer
- 1995 - El día de la Bestia
- 1995 - Two Much
- 1996 - Killer Barbys
- 1996 - Matías, juez de línea
- 1996 - Tengo una casa
- 1996 - Doctor Curry Cortometraje
- 1997 - Sólo se muere dos veces
- 1997 - Airbag
- 1997 - Perdita Durango
- 1998 - Torrente, el brazo tonto de la ley
- 1998 - La niña de tus ojos
- 1999 - Muertos de risa
- 1999 - París Tombuctú
- 1999 - La mujer más fea del mundo
- 1999 - Pídele cuentas al Rey
- 2000 - El corazón del guerrero
- 2000 - Sabotage!!
- 2000 - Obra maestra
- 2001 - Torrente 2: Misión en Marbella
- 2001 - Chica de Rio
- 2002 - Blade II
- 2002 - Asesino en serio
- 2003 - El oro de Moscú
- 2003 - Beyond Re-Animator
- 2003 - Tiptoes
- 2003 - Una de zombis
- 2004 - Superagente Cody Banks 2: Destino Londres
- 2004 - Hellboy
- 2004 - Isi/Disi. Amor a lo bestia
- 2004 - Promedio Rojo
- 2004 - Di que sí
- 2004 - El asombroso mundo de Borjamari y Pocholo
- 2005 - Torrente 3: el protector
- 2006 - Bienvenido a casa
- 2006 - La máquina de bailar
- 2006 - Manolete
- 2006 - Isi/Disi. Alto Voltaje
- 2007 - Ekipo Ja
- 2008 - Astérix en los Juegos Olímpicos
- 2008 - Hellboy 2: El ejército dorado
- 2008 - Manolete
- 2010 - Tensión sexual no resuelta
- 2010 - Balada triste de trompeta
- 2010 - El gran Vázquez
- 2011 - Torrente 4: Lethal Crisis (Crisis letal)
- 2011 - Koma
- 2011 - Jack y su gemela
- 2011 - La chispa de la vida
- 2012 - El chef, la receta de la felicidad
- 2013 - Pacific Rim
- 2013 - Las brujas de Zugarramurdi
- 2014 - Torrente 5: Operación Eurovegas
- 2014 - Gente en sitios
- 2015 - Mi gran noche
- 2015 - Rey gitano
- 2016 - La reina de España
- 2016 - Como reinas
- 2017 - Casi leyendas
- 2017 - Solo se vive una vez
- 2018 - Sin rodeos
- 2018 - Las grietas de Jara
- 2019 - Padre no hay más que uno
- 2019 - ¿Qué te juegas?
- 2019 - Los Rodríguez y el más allá
- 2020 - Padre no hay más que uno 2: La llegada de la suegra
- 2021 - A todo tren. Destino Asturias
- 2022 - Padre no hay más que uno 3
- 2022 - A todo tren 2. Sí, les ha pasado otra vez
- 2023 - De Caperucita a loba
- 2023 - Vacaciones de verano
- 2023 - La navidad en sus manos
- 2024 - Padre no hay más que uno 4
- 2025 - Padre no hay más que uno 5

## Como productor
- Todas las películas producidas o participadas por Amiguetes Entertainment.

## Trayectoria televisiva

### Programas
| Año                            | Programa                           | Canal                | Información     |
| ------------------------------ | ---------------------------------- | -------------------- | --------------- |
| 2007                           | Sabías a lo que venías             | La Sexta             | Presentador     |
| 2011 – 2014; 2022              | El hormiguero                      | Antena 3             | Colaborador     |
| 2013                           | Splash! Famosos al agua            | Antena 3             | Juez            |
| 2013 – 2014; 2017 – 2018; 2024 | Tu cara me suena                   | Antena 3             | Jurado suplente |
| 2014 – presente                | Viaje al centro de la tele         | La 1                 | Narrador        |
| 2015                           | Alaska y Segura                    | La 1                 | Presentador     |
| 2019                           | Hoy no, mañana                     | La 1                 | Presentador     |
| 2020                           | Tu cara me suena: Especial Navidad | Antena 3             | Jurado          |
| 2020 – 2021; 2023              | Me resbala                         | Antena 3 / Telecinco | Colaborador     |
| 2021                           | ¿Y si sí?                          | La 1                 | Presentador     |
| 2021                           | LOL: Si te ríes, pierdes           | Prime Video          | Presentador     |
| 2021 – presente                | El desafío                         | Antena 3             | Jurado          |

#### Como invitado
| Año                     | Programa                    | Canal     | Información |
| ----------------------- | --------------------------- | --------- | ----------- |
| 2012                    | Buenas noches y Buenafuente | Antena 3  | Invitado    |
| 2014                    | ¡Ahora caigo!               | Antena 3  | Invitado    |
| 2014; 2016 – 2018; 2022 | La Sexta noche              | La Sexta  | Invitado    |
| 2014; 2017 – 2020; 2022 | Deluxe                      | Telecinco | Invitado    |
| 2016 – presente         | Tu cara me suena            | Antena 3  | Invitado    |
| 2018 – 2019; 2021       | Liarla Pardo                | La Sexta  | Invitado    |
| 2019; 2021 – 2023       | MasterChef                  | La 1      | Invitado    |
| 2019 – 2020; 2022; 2024 | MasterChef Celebrity        | La 1      | Invitado    |
| 2019                    | MasterChef Junior           | La 1      | Invitado    |
| 2020                    | Viva la vida                | Telecinco | Invitado    |
| 2021                    | Espejo público              | Antena 3  | Invitado    |
| 2021 – 2022             | La noche D                  | La 1      | Invitado    |
| 2020 – 2023             | Pasapalabra                 | Antena 3  | Invitado    |
| 2022                    | La Roca                     | La Sexta  | Invitado    |
| 2022                    | MasterChef Especial Navidad | La 1      | Invitado    |
| 2022 – 2023             | Más vale tarde              | La Sexta  | Invitado    |
| 2022 – 2023             | El intermedio               | La Sexta  | Invitado    |
| 2023                    | José Mota Live Show         | La 1      | Invitado    |

#### Como concursante
| Año         | Programa                                    | Canal     | Información                    |
| ----------- | ------------------------------------------- | --------- | ------------------------------ |
| 2011        | Tu cara me suena                            | Antena 3  | Concursante - 2.º finalista    |
| 2012 – 2013 | Tu cara me suena                            | Antena 3  | Concursante - 5.º finalista    |
| 2012        | Tu cara me suena: Especial Navidad          | Antena 3  | Concursante - 3.er clasificado |
| 2013        | Tu cara más solidaria                       | Antena 3  | Concursante                    |
| 2014        | Tu cara me suena mini                       | Antena 3  | Concursante - 3.º finalista    |
| 2017        | Tu cara me suena: Concierto de Año Nuevo    | Antena 3  | Concursante - 4.º clasificado  |
| 2018        | Concierto de Año Nuevo: Especial Humoristas | Antena 3  | Concursante - 6.º clasificado  |
| 2018        | MasterChef Celebrity                        | La 1      | Concursante - 10.º expulsado   |
| 2020        | La última cena: Especial Nochebuena         | Telecinco | Concursante - Ganador          |

### Series
| Año         | Serie                        | Canal        | Personaje           | Notas        |
| ----------- | ---------------------------- | ------------ | ------------------- | ------------ |
| 1994 – 1996 | Canguros                     | Antena 3     | Casero              | 4 episodios  |
| 1995        | Pepa y Pepe                  | La 1         | Él mismo / Alberto  | 2 episodios  |
| 1998        | A las once en casa           | La 1         | Pizzero             | 1 episodio   |
| 1999        | Petra Delicado               | Telecinco    | Fermín Garzón       | 13 episodios |
| 2001        | 7 vidas                      | Telecinco    | Él mismo            | 1 episodio   |
| 2003        | Aquí no hay quien viva       | Antena 3     | Él mismo            | 1 episodio   |
| 2004        | El inquilino                 | Antena 3     | Él mismo            | 1 episodio   |
| 2007        | Manolo y Benito Corporeision | Antena 3     | Él mismo            | 1 episodio   |
| 2008        | Escenas de matrimonio        | Telecinco    | Él mismo            | 1 episodio   |
| 2009        | Los hombres de Paco          | Antena 3     | Él mismo            | 1 episodio   |
| 2009 – 2010 | La hora de José Mota         | La 1         | Varios personajes   | 5 episodios  |
| 2010        | Las chicas de oro            | La 1         | Él mismo            | 1 episodio   |
| 2010        | ¿Qué fue de Jorge Sanz?      | Canal+       | Él mismo            | 1 episodio   |
| 2011        | Inquilinos                   | Flooxer      | Él mismo            | 1 episodio   |
| 2013        | Fenómenos                    | Antena 3     | El maestro          | 1 episodio   |
| 2013        | Esposados                    | Telecinco    | Presentador         | 2 episodios  |
| 2015        | The Strain                   | FX           | Entrenador de boxeo | 1 episodio   |
| 2016        | El hombre de tu vida         | La 1         | Darío Montalbán     | 1 episodio   |
| 2017        | Supermax                     | HBO / Cuatro | Orlando Saslavsky   | 10 episodios |
| 2022        | El gran sarao                | TNT          | Él mismo            | 1 episodio   |

## Premios y nominaciones
Premios Goya
| Año  | Categoría                     | Película                           | Resultado |
| ---- | ----------------------------- | ---------------------------------- | --------- |
| 1993 | Mejor cortometraje de ficción | Perturbado                         | Ganador   |
| 1995 | Mejor actor revelación        | El día de la Bestia                | Ganador   |
| 1998 | Mejor director novel          | Torrente, el brazo tonto de la ley | Ganador   |

Medallas del Círculo de Escritores Cinematográficos
| Año  | Categoría                       | Película                                            | Resultado |
| ---- | ------------------------------- | --------------------------------------------------- | --------- |
| 2020 | Mejor guion adaptado            | Padre no hay más que uno 2: La llegada de la suegra | Nominado  |
| 2020 | Medalla a la promoción del cine | Padre no hay más que uno 2: La llegada de la suegra | Ganador   |

Premios Sant Jordi
| Año  | Categoría                      | Resultado |
| ---- | ------------------------------ | --------- |
| 2020 | Premio especial a la industria | Ganador   |

Festival de Cine de Sitges
| Año  | Categoría   | Película                               | Resultado |
| ---- | ----------- | -------------------------------------- | --------- |
| 1994 | Mejor actor | Justino, un asesino de la tercera edad | Ganador   |

Otros premios y nominaciones
| Año  | Premio                         | Categoría                                            | Película                                               | Resultado    |
| ---- | ------------------------------ | ---------------------------------------------------- | ------------------------------------------------------ | ------------ |
| 1995 | Premios de la Unión de Actores | Mejor actor revelación                               | El día de la Bestia                                    | Nominado     |
| 1998 | Fotogramas de Plata            | Mejor actor de cine                                  | La niña de tus ojos Torrente, el brazo tonto de la ley | Nominado     |
| 1999 | Festival de cine de Peñíscola  | Mejor actor                                          | Muertos de risa                                        | Ganador      |
| 1999 | Festival de cine Fant-Asia     | Mejor película extranjera                            | Torrente, el brazo tonto de la ley                     | Seleccionado |
| 1999 | Premios Turia                  | Premio Huevo de Colón                                | Premio Huevo de Colón                                  | Ganador      |
| 2001 | Premios del Cine Europeo       | Premio Jameson del público al mejor actor europeo    | Torrente 2: misión en Marbella                         | Nominado     |
| 2001 | Premios del Cine Europeo       | Premio Jameson del público al mejor director europeo | Torrente 2: misión en Marbella                         | Nominado     |

Segura también ha recibido los llamados premios irónicos y humorísticos del cine español, como son 1 galardón y otras 11 nominaciones a los premios Godoy y un YoGa.

## Distinciones honoríficas
- Caballero Gran Cruz de la Orden del Dos de Mayo (02/05/2012).[91]